# Region Kindia
Kindia ist eine Region Guineas und hat eine Fläche von 28.873 km². Sie liegt im Westen des Landes, an der Atlantikküste und der Grenze zu Sierra Leone. Ihre Hauptstadt ist das gleichnamige Kindia. Die Region hatte bei der letzten Volkszählung 2014 1.561.336 Einwohner und ist trotz eines starken Bevölkerungswachstums mit 54,1 Einwohnern pro Quadratkilometer immer noch dünn besiedelt.
Kindia liegt zum größten Teil in der geografischen Region Niederguinea.

## Verwaltungsgliederung
Die Region Kindia umfasst fünf Präfekturen. Diese sind:
| Präfektur     | Fläche in km² | Ew. (2014) männlich | Ew. (2014) weiblich | Ew. (2014) Gesamt | Hauptort   |
| ------------- | ------------- | ------------------- | ------------------- | ----------------- | ---------- |
| Coyah         | 1275          | 127.088             | 136.735             | 263.823           | Coyah      |
| Dubréka       | 4350          | 162.656             | 167.892             | 330.548           | Dubréka    |
| Forécariah    | 4384          | 116.500             | 126.442             | 242.942           | Forécariah |
| Kindia        | 9648          | 212.994             | 226.620             | 439.614           | Kindia     |
| Télimélé      | 9216          | 129.954             | 154.455             | 284.409           | Télimélé   |
| Region Kindia | 28.873        | 749.192             | 812.144             | 1.561.336         | Kindia     |

## Bedeutende Orte
Einwohnerstärkste Ortschaft der Region ist Manéah mit fast 170.000 Bewohnern. Weitere bedeutende Städte sind Dubréka, Kindia, Coyah, Forécariah und Télimélé.

## Bevölkerung
Die Zahl der Einwohner ist in den letzten Jahrzehnten stark gewachsen. Die Volkszählungen ergaben (1983) 555.937, (1996) 928.312 und (2014) 1.561.336 Bewohner. Zwischen 1983 und 1996 gab es ein jährliches Bevölkerungswachstum von 3,7 %. Dagegen wuchs die Zahl der Einwohner zwischen 1996 und 2014 jährlich nur noch um 2,9 %.
Von der Einwohnerschaft waren (2014) 749.192 Personen männlich und 812.144 (52,0 % der Bevölkerung) Personen weiblich. Nur 546.066 Personen (35,0 % der Bevölkerung) wohnten 2014 in städtischen Gebieten.
Die Region ist zwar sprachlich recht einheitlich. Die auch auf staatlicher Ebene bedeutenden Sprachen Sussu (54,9 % der Einwohner) und Poular (auch Peul; 35,2 % der Einwohner) sind die dominierenden Sprachen. Weitere bedeutende Sprachen in der Region Kindia sind Malinke (5,3 % der Einwohner) und Kissi (1,0 % der Einwohner).
Wie die meisten Regionen Guineas ist die Region beinahe vollständig islamisiert (landesweit 2014 89,1 %). Der Islam (97,2 % der Einwohner) und das Christentum (2,3 % der Einwohner) haben in den letzten fünfzig Jahren stark zugelegt. Nur noch kleine Teile der Bewohner sind Anhänger ihrer traditionellen Religionen. Aber viele Muslime und Christen praktizieren eine Mischreligon aus traditionellem und neuem Glauben. Zudem hat der Sufismus wie überall in Westafrika eine bedeutende Anhängerschaft.